# Евфорион (поэт)
Эвфори́он (Евфори́он) Халки́дский (др.-греч. Εὐφορίων) — древнегреческий поэт и прозаик III века до н.э. 
Родился в Халкиде (на Эвбее). Получил образование и провёл большую часть жизни в Афинах, где (около 241 г.) изучал философию в Новой платоновской академии у Лакида. Согласно Суде (Ε 3801) разбогател благодаря любовнице Никее. Около 221 г. был приглашён Антиохом в Сирию для создания царской библиотеки, которую возглавлял до конца жизни. Эвфорион был разносторонним литератором — писал в эпической («Фракиец»), сатирической («Проклятия»), элегической манерах, составлял эпиграммы (Палатинская антология 4,1,23). В поэтическом стиле Эвфориона явно подражание Каллимаху.
Творчество Эвфориона пользовалась известностью в Риме. Его упоминают Цицерон, Квинтилиан и Светоний; элегии Эвфориона переводили и имитировали Корнелий Галл и император Тиберий.
Сочинения Эвфориона сохранились во фрагментах (в том числе, на оксиринхских папирусах) и пересказах позднейших авторов (например, прозаическое сочинение «Об истмийских играх» в пересказах Афинея).